# Archangelo Carlone

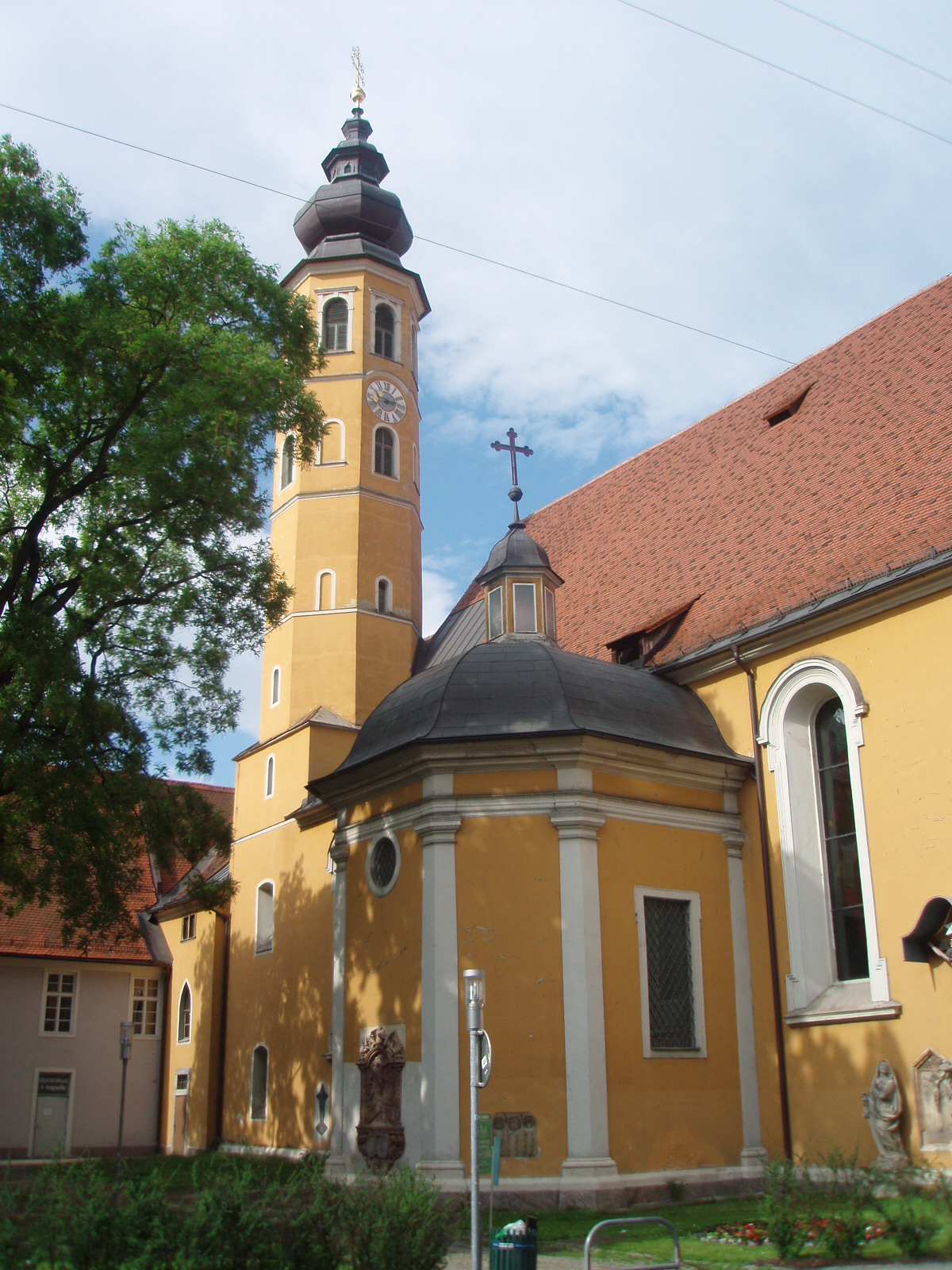
St. Andrä, 1616–1627 Architekt, Baumeister Archangelo Carlone

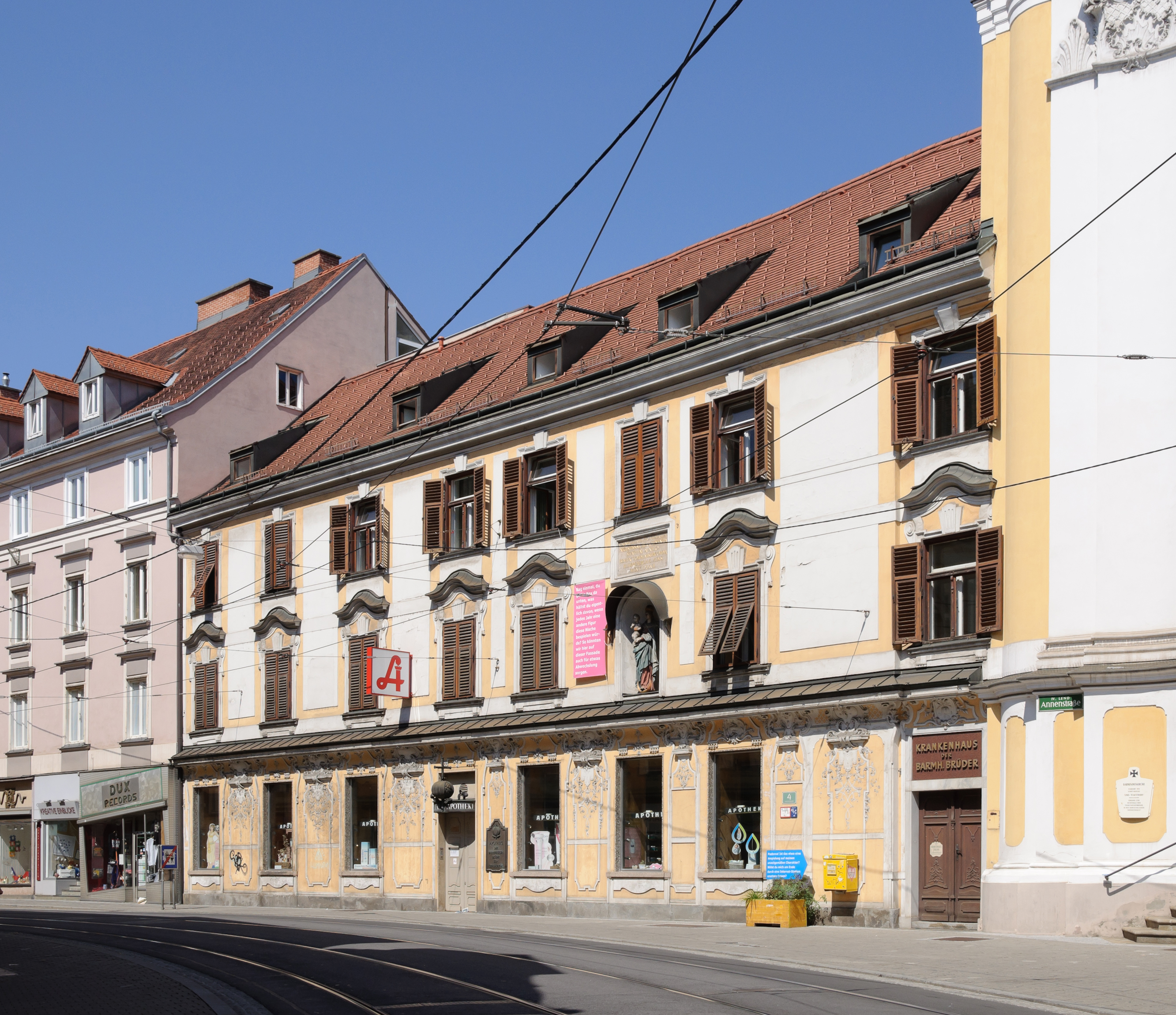
Kloster und Spital der Barmherzigen Brüder 1620 Aufbau

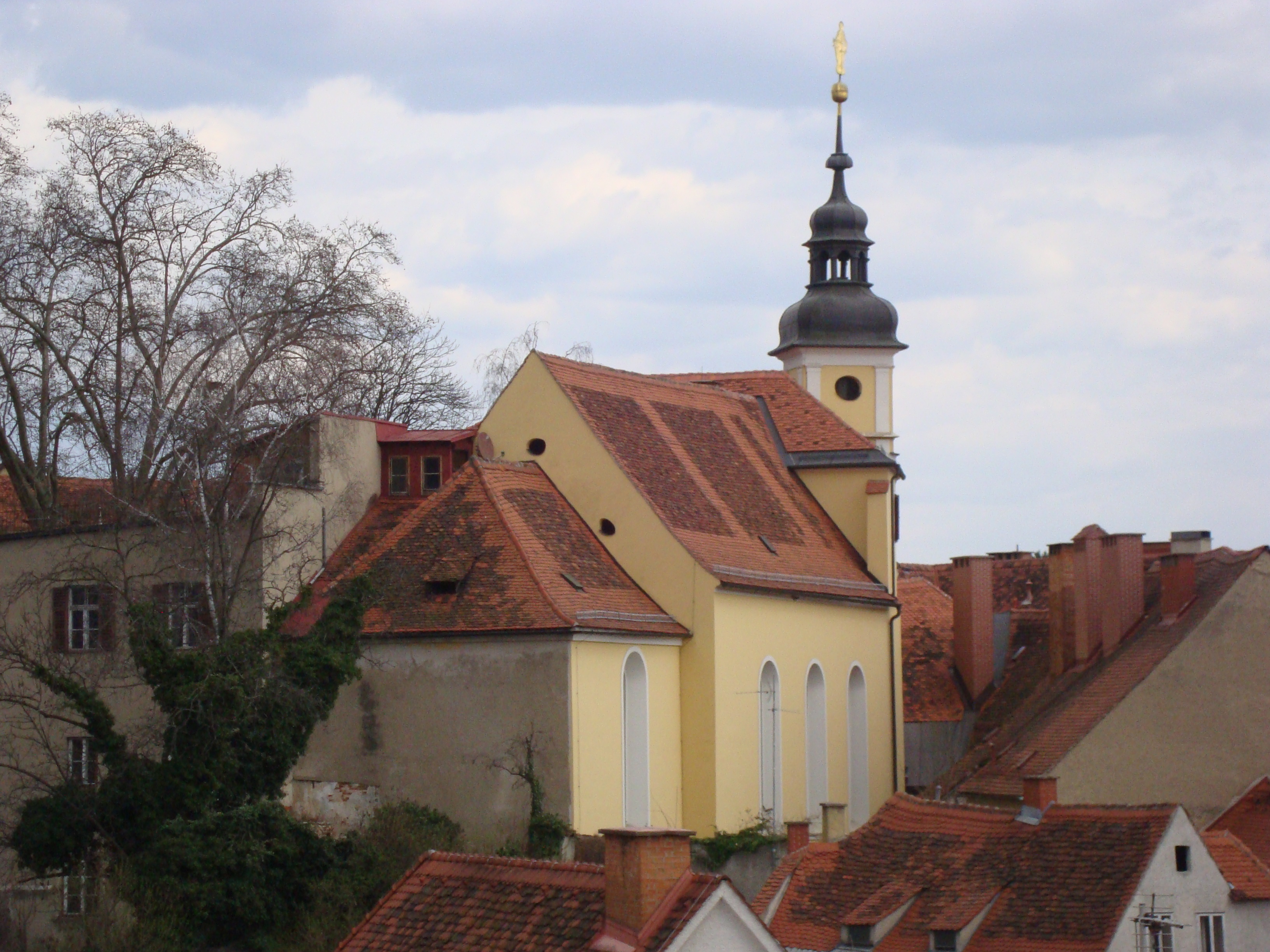
Stiegenkirche 1625–1627 Neubau

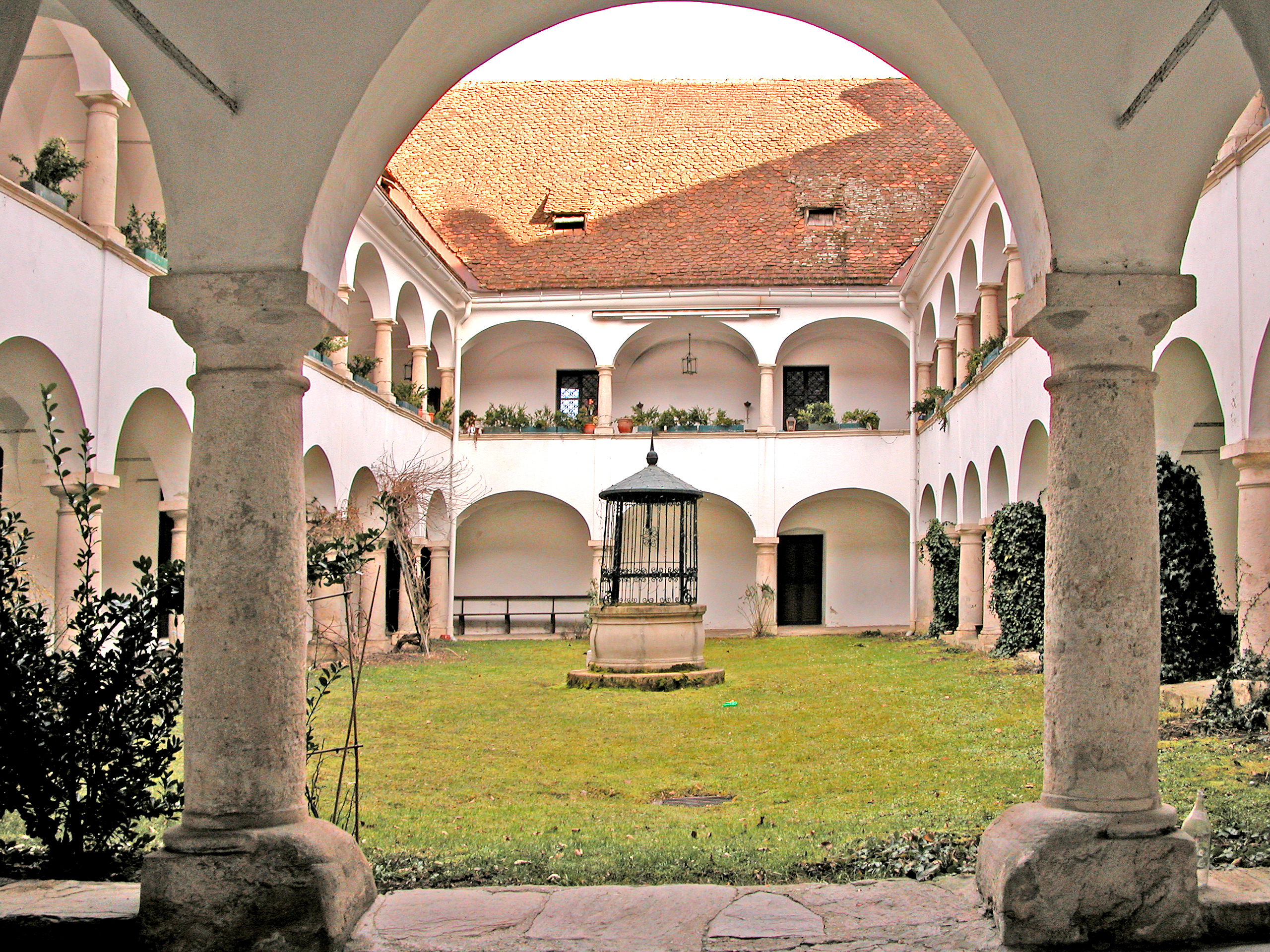
Schloss Waldschach Arkaden ?

Archangelo Carlone (* um 1560 in Scaria im Val d’Intelvi; † um 1635 in Graz) war Architekt, Stadtmaurer in Graz und Begründer des Grazer Zweigs der Carlone.

## Leben

### Familie und Beruf
Von Pietro Carlon, der 1554 bis 1560 als Festungsbaumeister in Kreuz, in der Untersteiermark, heutiges Kroatien, arbeitete, leiteten sich die Grazer Carlone mit Archangelo und auch die Leobener mit Peter Carlone ab.
Archangelo Carlone war verheiratet mit Ortensia, Hortensia. Sie hatten ab 1613 in Graz die gemeinsamen Kinder Franz (* 1. Oktober 1613), Stadtmeister, Franz Isidor (* 4. April 1619), landschaftlicher Baumeister, Maria Elisabeth (* 18. März 1621), Martin (* 28. März 1623), Johann Baptist (* 21. Jänner 1626), Steinhauergeselle und Josef Carlone (* 23. Mai 1628), Steinhauermeister.

### Die Grazer Maurerzunft
Die Grazer Maurerzunft umfasste fünf bis sechs Werkstätten. Eine der wichtigsten lag im „Sack“, heute Kaiser Franz Joseph-Kai. Die Meister dieser Werkstätte waren: Arcangelo Carlone – Franz Isidor Carlone († 1684) – Joachim Carlone († 1713) – L. Joseph Carlone († 1739) – Josef Hueber († 1787).

#### Stadtmaurer in Graz
In den Matriken der Grazer Stadtpfarrkirche wurde Archangelo als Stattmaurer bezeichnet. Der Magistrat der Stadt Graz beauftragte ihn mit allen städtischen Maurerarbeiten. Für den Zuwanderer, der kein Bürger der Stadt war, war dies eine Anerkennung seiner fachlichen Qualitäten.

### Werke in Graz

#### Kirche St. Andrä
Die Dominikaner entschlossen sich zum Neubau der Kirche St. Andrä, 1616 erfolgte die Grundsteinlegung, Architekt Archangelo Carlone wurde mit der Planung und Überwachung der Baumaßnahmen beauftragt. 1627 war der Bau vollendet.

#### Kloster und Spital der Barmherzigen Brüder in der Annenstraße 4
Das Kloster und Spital der Barmherzigen Brüder in der Annenstraße 4 wurden 1620 von Archangelo Carlone erbaut.

#### Stiegenkirche
Die „Stiegenkirche“ des Hl. Paulus, von den Augustiner-Eremiten, wurde 1625–1627 vom Grazer Stadtbaumeister Archangelo Carlone neu erbaut. 1636 wurde von Antonio Solari die Stiege erneuert.

### Steiermark

#### Schloss Waldschach im Bezirk Leibnitz
1629 musste der protestantische Ferdinand Galler das Land verlassen. Seine katholisch gebliebene Frau durfte jedoch die Herrschaft Waldschach behalten. Sie ließ umfangreiche Umbauten vornehmen. Der Innenhof wurde 1631 an allen vier Seiten mit Arkaden umgeben. Als Baumeister der Arkaden wird Archangelo Carlone vermutet. Die Grafen Breuner, 1636 die neuen Besitzer, beauftragten Hofbaumeister Franz Isidor Carlone, seinen Sohn (urkundlich dokumentiert 1668), das Schloss auszubauen.